# Ratnasiri Wickremanayake
Ratnasiri Wickremanayake (tiếng Sinhala: රත්නසිරි වික්‍රමනායක, tiếng Tamil: ரத்னசிறி விக்கிரமநாயக்க; 5 tháng 5 năm 1933 – 27 tháng 12 năm 2016) là một chính khách Sri Lanka, là thủ tướng Sri Lanka từ 2000 đến 2001 và từ 2005 đến 2010.. Ông là thành viên Danh sách quốc gia của Quốc hội Sri Lanka.
Wickremanayake giữ nhiều chức vụ bộ trưởng chủ chốt trong chính phủ Sri Lanka từ năm 1970. Ông qua đời ở tuổi 83 vào ngày 27 tháng 12 năm 2016 sau một thời gian bị bệnh.

## Thời trẻ
Wickremanayake học tại Trường tiểu học Millewa, Dharmapala Vidyalaya, Pannipitiya, Đại học Hartley, Đại học Point Pedro và Ananda, Colombo và sau đó tham giaHọc viện luật Lincoln trở thành một luật sư,  nhưng cuối cùng đã chọn gia nhập chính trị thay vì thi. Trong thời gian ở Vương quốc Anh, ông được bầu làm chủ tịch của Hiệp hội các Ceylon sinh viên ở Vương quốc Anh vào năm 1955.

## Sự nghiệp chính trị đầu
Wickremanayake bước vào chính trường vào năm 1960. Ông được bầu vào cơ quan lập pháp trong năm 1960, từ Horana cho Sama Samaja Đảng Lanka (đó là một phần của liên minh nhân dân Mặt trận). Wickremanayake gia nhập SLFP vào năm 1962. Ông tái đắc cử hai lần (năm 1965 và 1970) để cơ quan lập pháp cho Horana từ Lanka Đảng Tự do Sri (SLFP).
Wickremanayake nhận bổ nhiệm bộ trưởng đầu tiên của mình vào năm 1970, khi ông được bổ nhiệm làm Thứ trưởng Bộ Tư pháp trong chính phủ Hoa Mặt trận dưới thời Thủ tướng Sirimavo Bandaranaike. Năm 1975, Wickremanayake được bổ nhiệm làm Bộ trưởng Bộ Nông nghiệp và các năm tiếp theo cũng là Bộ trưởng Bộ Tư pháp. Wickremanayake mất ghế quốc hội của ông trong đợt SLFP đại bại trong cuộc tổng tuyển cử năm 1977. Ông trở thành Tổng Bí thư SLFP vào năm 1978.
Trong cuộc tổng tuyển cử năm 1994, Wickremanayake giành được ghế Quận Kalutara và sau đó trở thành Bộ trưởng Hành chính, Nội vụ và Plantation Industries trong chính phủ của Tổng thống Chandrika Kumaratunga. 